# Wayside
«Wayside» (также известен как Wayside School) — канадский мультсериал, показанный на телеканалах Nickelodeon и Teletoon. Создан по мотивам одноимённой книги Луиса Сейкера. Вышел на экраны в 2007 году по всему миру на телеканале Nickelodeon.
В России транслируется с 6 сентября 2008 по 1 марта 2010 года
В течение первых 16 эпизодов мультсериал использовал цифровую рисованную анимацию, а уже с 3 серии 2 сезона произошёл переход на flash-анимацию.

## Сюжет
Школа Вэйсайд — это тридцатиэтажная школа, в которой «всё происходит неправильно», точнее не как в обычной школе. Например, если посмотреть на здание, то кажется что этажи навалены друг на друга. Даже ученики странные. Например, в одной из серии происходит такой диалог:
«Нажми на выключатель!» — «На что?»

## Персонажи
- Тодд — Ученик, пришедший из другой школы. Не такой странный, как все персонажи мультсериала. В него влюблена Маурисия, но она постоянно бьёт его. В одной из серий выяснилось что у него единственного в классе нет брата или сестры.
- Маурисия — девчонка на роликах, которая любит экстрим, а также любит Тодда, всегда его бьет. В одной из серий была рассказана история про то, как она стала грубой и начала ездить на роликах.
- Майрон — лучший друг Даны, мечтающий стать президентом класса, очень самоуверенный, ему нравится директор Кидсвотер.
- Дана — умная ученица, любит правила и всегда следит за порядком.
- Стивен — ученик, который любит хэллоуин и всегда ходит в хэллоуиновском костюме эльфа.
- Мисс Маш — Повариха, работающая в школе Wayside. У неё есть Сэмми — дохлая крыса. Она ужасно готовит.
- Директор Кидсвотер — директор школы. Ещё более странный, чем сами ученики.
- Миссис Джулс — учительница Тодда, Маурисии, Майрона, Даны и других учеников школы, которая все время отправляет Тодда домой на детсадовском автобусе.
- Эрик, Эрик и Эрик — Одноклассники Тодда(по правилам школы в каждом классе должно быть 3 Эрика).
- Пушистик — зелёный дикобраз Маурисии.
- Джон — ученик, который все время стоит на голове;одноклассник Тодда.
- Дженни — лучшая подружка Маурисии, которая исполняет экстрим на велосипеде. Побывала на всех тридцати этажах(и даже на 19-м).
- Шери — девочка, которая в школе все время спит.
- Луис — главный по переменам, помощник Кидсвотера. Любимая фраза — «Чувак». Луис предпочитает называть Кидсвотера «мистер Кей».
- Лэсли — девочка с длинными косичками. Умеет играть с их помощью на барабане.
- Сэмми — мертвая крыса. Питомец Мисс Маш.
- Гуун — брат Даны.
- Миссис Горф  — злая учительница.
- Стьюи — осьминог.
- Фидо
- Ле Шеф

## Эпизоды
| Сезон | Серии | Серии | Даты показа     | Даты показа     |
| Сезон | Серии | Серии | Первая серия    | Последняя серия |
| ----- | ----- | ----- | --------------- | --------------- |
| Фильм | 1     | 1     | 19 ноября 2005  | 19 ноября 2005  |
| 1     | 14    | 14    | 16 марта 2007   | 25 августа 2007 |
| 2     | 12    | 12    | 1 сентября 2007 | 15 января 2008  |

### Фильм (2005)
| Название | Режиссёр         | Автор сценария              | Дата премьеры  | Произв. код |
| --- | ---------------- | --------------------------- | -------------- | ----------- |
| «Wayside: The Movie» | Риккардо Дуранте | Джон Деревлани и Лин Оливер | 19 ноября 2005 | 100         |
| Тодда переводят в школу Уэйсайд, школу, которая была случайно поставлена на 30 этажей вместо 30 комнат боком. Его направляют в класс миссис Джулс на 30-м этаже, где он пытается вписаться в класс, обычно с неоднозначными результатами. Однако из-за того, что ему не удалось справиться с неортодоксальной системой обучения в школе, миссис Джулс пишет его имя на доске и ставит галочку рядом с ним. Воспитатель угрожает, что его отправят домой на детсадовском автобусе. Класс вот-вот раздавит уплотнитель мусора, который случайно оказался на 30-м этаже, и машина будет работать каждый раз, когда включается PA, начинаются вспышки Тодда, и миссис Джулс записывает его имя под словом «дисциплина» и посылает ему домой в детсад автобусом. Миссис Джулс и ее класс играют в вышибалы, а директор Кидсваттер отмечает Тодда, и, наконец, его ставят. Миссис Джулс объявляет Дана президентом класса. В то время как Тодда снова отправляют домой на автобусе из детского сада после того, как он делает новые выпады с миссис Джулс, уплотнитель мусора снова включен. Дана плачет и говорит миссис Джулс, что она сама худший президент класса. Тодд, однако, выскользнул из класса миссис Джулс и говорит Мауресии, миссис Джулс и ученикам, что он должен их вытащить. Тем временем Тодд спасает их от столкновения с уплотнителем мусора, который случайно оказался на 30-м этаже, и машина будет работать каждый раз, когда включается PA. Наконец, Майрон нашел аварийное отключение. Вернувшись в класс миссис Джулс, Дана дает Тодду новую парту, и Тодд выбрасывает ее, думая, что это действительно сделает его товарищем по пути, и это действительно так. |                  |                             |                |             |

### Первый сезон (2007)
| № общий | № в сезоне | Название                                                         | Дата премьеры                                |
| --- | ---------- | ---------------------------------------------------------------- | -------------------------------------------- |
| 1a | 1a         | «Pull My Pigtail» «Дёрни меня за хвостик»                        | 16 марта 2007 (Канада) 7 сентября 2007 (США) |
| Сегодня День святого Валентина в школе Wayside, и Дана пытается заставить Тодда влюбиться в Мауресию, заставляя его дернуть ее за хвост. Тем временем директор Кидсваттер считает Майрона своим ангелом-хранителем. |            |                                                                  |                                              |
| 1b | 1b         | «Class Cow» «Классная корова»                                    | 16 марта 2007 (Канада) 7 сентября 2007 (США) |
| Пока миссис Джулс на ретрите для преподавателей, в класс входит корова. Ученики (кроме Тодда) считают, что это их заместитель, и в конечном итоге учатся у коровы. |            |                                                                  |                                              |
| 2a | 2a         | «Meet the Pets» «Наши питомцы»                                   | 24 марта 2007 (Канада) 25 июня 2007 (США)    |
| После того, как Тодд рассказывает, как однажды он потерял золотую рыбку по имени Король Артур, все приносят своих питомцев в школу, и Тодд должен наблюдать за ними, чтобы он научился быть более «ответственным». Однако, когда домашние животные сбегают и бегают по школе, Тодду понадобится помощь его друзей. Наконец-то Тодд приносит новую живую рыбу по имени Король Артур Второй. |            |                                                                  |                                              |
| 2b | 2b         | «Oh, Great Leader» «Тайный заговор»                              | 24 марта 2007 (Канада) 25 июня 2007 (США)    |
| Ученики пытаются устроить директору Кидсвоттреу неожиданную вечеринку по случаю дня рождения, но он думает, что они пытаются избавиться от него, поэтому отправляет Тодда шпионить за учениками. |            |                                                                  |                                              |
| 3a | 3a         | «Honors Class» «Почётный класс»                                  | 31 марта 2007 (Канада) 6 июля 2007 (США)     |
| Мауресия повышается до класса с отличием вместо Даны. Теперь она должна «сбежать» любой ценой, в то время как Дана пытается войти. В конце концов, мы обнаруживаем, что класс миссис Джулс на самом деле двойной класс с отличием. |            |                                                                  |                                              |
| 3b | 3b         | «Cabbage, My Boy» «Брат мой Капуста»                             | 31 марта 2007 (Канада) 6 июля 2007 (США)     |
| Майрон берет кочан салата в качестве своего младшего брата. Миссис Джулс поручает работу с семьями. У Тодда нет братьев и сестер, поэтому он должен найти способ завершить проект. |            |                                                                  |                                              |
| 4a | 4a         | «Mascot Madness» «Талисман безумия»                              | 7 апреля 2007 (Канада) 27 июня 2007 (США)    |
| Дети команды тезербола хотят, чтобы Тодд стал новым талисманом, чтобы они, наконец, могли выиграть несколько игр, но Тодд этого не хочет, поэтому Дана создает гигантскую версию своей головы для Майрона, и он становится «Тоддом с большой головой». . |            |                                                                  |                                              |
| 4b | 4b         | «He is It» «Он это»                                              | 7 апреля 2007 (Канада) 27 июня 2007 (США)    |
| Во время игры Тодд отмечает Майрона, который начинает требовать особого обращения, и, поскольку все должны следовать правилам, никто не может его ослушаться. |            |                                                                  |                                              |
| 5a | 5a         | «Best Friendzzz» «Лучшие друзья»                                 | 14 апреля 2007 (Канада) 10 июля 2007 (U.S.)  |
| Майрон и Дана были лучшими друзьями в течение долгого времени, но однажды после ссоры между ними они решили больше не быть лучшими друзьями. Таким образом, Майрон становится новым лучшим другом Шари (хотя она спит, но использует стакан, чтобы услышать, что думает), а Дана становится новым лучшим другом Тодда. Тем временем мистер Кидсваттер пытается облегчить свой стресс с помощью новой машины под названием «Wizomatic 3000», которую он купил за 19,99 доллара. В конце Майрон и Дана примиряются и снова становятся лучшими друзьями, а Тодд пробует уловку Майрона с прослушиванием мозгов со стеклом на Шари (только чтобы узнать, что это действительно работает, когда он слышит лошадей, пинбол и карате). |            |                                                                  |                                              |
| 5b | 5b         | «Kindergarten King» «Король малышей»                             | 14 апреля 2007 (Канада) 10 июля 2007 (U.S.)  |
| После того, как миссис Джулс отправила домой рано в автобусе детского сада после ответа на один из ее вопросов в День «Не отвечать на вопросы учителя», Тодд спасает игрушечную собаку девочки, и воспитатели детского сада делают его своим королем. досада и зависть Майрона. |            |                                                                  |                                              |
| 6a | 6a         | «Myron vs. Normy» «Майрон против Норми»                          | 21 апреля 2007 (Канада) 28 июня 2007 (U.S.)  |
| Чтобы избежать неприятностей, Майрон притворяется Норми, его выдуманным братом-близнецом. Когда он возвращается в класс, все думают, что он крутой (а в случае Даны - милый и милый), и хотят, чтобы он был президентом класса. Однако Тодд (и Шари) могут видеть сквозь «Норми», и Тодд пытается заставить Майрона сказать всем, что это действительно он. |            |                                                                  |                                              |
| 6b | 6b         | «Age of Aquarium» «Урок в аквариуме»                             | 21 апреля 2007 (Канада) 28 июня 2007 (U.S.)  |
| Во время экскурсии по Придорожной области вместо того, чтобы дети ходили в аквариум, к ним приходят рыбы. Класс заполнен водой и рыбой, но Тодду приходится просидеть его на спасательном плоту, так как он забыл бланк разрешения. Увидев в этом прекрасный шанс побыть наедине с Тоддом, Мауресия съедает бланк разрешения и вынужден сесть с Тоддом. Она все время пытается удержать его за руку, в то время как под водой Дана пытается найти что-то, что будет интересно Майрону. |            |                                                                  |                                              |
| 7a | 7a         | «Channel Kidswatter» «Телеканал Кидсвоттера»                     | 28 апреля 2007                               |
| Директор Кидсваттер хочет запустить в своем офисе канал о покупках для дома и побуждает студентов предоставить его дрянной инвентарь безделушек под прикрытием новой учебной программы по искусству. Тодд пытается предотвратить это, но затем работает над этим. Так что Мауресия и Дженни должны остановить канал домашних покупок. |            |                                                                  |                                              |
| 7b | 7b         | «The Elevator» «Школьный лифт»                                   | 28 апреля 2007                               |
| Лестница вышла из строя, и Тодд кладет руку на знак 1-го этажа, который на самом деле является кнопкой лифта. (Лифты в Wayside School работают только тогда, когда лестницы не работают). Тодд и директор Кидсваттер (директор Кидсваттер думает, что это ванная) заходят в лифт, затем лифт застревает между 15 и 16 этажами. Тодд застрял в лифте с плачущим директором Кидсваттер. Чтобы спасти их, Дана, Майрон и Луи становятся парнями-спасателями, называя себя Луи. |            |                                                                  |                                              |
| 8a | 8a         | «Mad Hot» «Танцы до упаду»                                       | 5 мая 2007                                   |
| Директор Кидсвоттер бросает вызов другой школе на ежегодный конкурс танцев Wayside. Затем он выбирает случайную команду, состоящую из Тодда, Мауреции, Даны и Майрона. |            |                                                                  |                                              |
| 8b | 8b         | «Mamaland Blues» «Тоска по родине»                               | 5 мая 2007                                   |
| Дана находит свидетельство о браке, которое, по ее мнению, может связать с ней мисс Муш. |            |                                                                  |                                              |
| 9a | 9a         | «Principles of Principals» «Всем директорам директор»            | 12 мая 2007                                  |
| Тодд приходит к Директору на однодневное соревнование и побеждает. Никто больше не участвовал в ней, потому что это ловушка, так как победитель должен сделать все, что указано в сверхдлинном списке Кидсвоттера. Тодд решает завершить список и улучшить школу за один день. |            |                                                                  |                                              |
| 9b | 9b         | «Teacher's Parent Conference» «Родительско-учительское собрание» | 12 мая 2007                                  |
| Сегодня День аттестации учителей, и все ученики 30-го класса должны представить табель успеваемости, в котором отражено, что они думают о миссис Джулс. Тодд, узнав об этом, поставил миссис Джулс плохую оценку по ее навыкам в классе, чтобы она не отправила его домой автобусом для детского сада. Теперь она должна остаться после школы вместе со своим отцом, Папой Джулсом. Он решает отправить миссис Джулс преподавать в частной школе, поэтому Дана и другие ученики решают помочь Тодду «учиться лучше», чтобы миссис Джулс могла остаться в Уэйсайде. |            |                                                                  |                                              |
| 10a | 10a        | «Rat in Shining Armor» «Крыса в золотых доспехах»                | 19 мая 2007                                  |
| В весенний танец Хэллоуина каждый должен как-то нарядиться. Мауресия хочет, чтобы Тодд танцевал с ней, пока Тодд, наконец, не скажет «нет» (потому что он был отброшен на полпути через комнату от ее удара, и ему нужен перерыв) и указывает на тот факт, что они не выходят после того, как Мауресия думает, что он хочет сломаться. вместе с ней заставляет ее убегать, плакать. Чувствуя себя плохо из-за Мауресии, мисс Муш надевает свою дохлую крысу в старый рыцарский костюм, чтобы у Мауресии было с кем танцевать, что заставило Тодда ревновать. Тодд узнает, что это дохлая крыса мисс Муш в костюме, поэтому он обменивается с ним костюмами, чтобы Мауресия не была убита горем, когда она узнает.               |            |                                                                  |                                              |
| 10b | 10b        | «Mrs. Gorf» «Миссис Горф»                                        | 19 мая 2007                                  |
| Класс 30-го этажа находится в походе на 6-м этаже. Мауресия обещает Тодду, что не ударит его по руке, если он сядет с ней. Тодд ей не верит и говорит, что она всегда будет пытаться ударить его. Дана объясняет Тодду, что она никогда не была грубой из-за своего доброго характера, когда миссис Горф была их учителем. Оттуда Дана объясняет, кем была миссис Горф и насколько отличался их класс до прихода Тодда, когда миссис Джуэлс была больна. |            |                                                                  |                                              |
| 11a | 11a        | «Todd Falls in Love» «Тодд влюбился»                             | 26 мая 2007                                  |
| Тодд приходит в школу и узнает, что Мауресия расклеила по всей школе фотографии любовных плакатов о Тодде. Тодд решает, что сделает все, чтобы доказать, что он не будет ее парнем, поэтому он ест грибной сюрприз Муша, который заставляет его влюбиться в миссис Джулс. Мауресия узнает об этом и пытается снова понравиться Тодду. |            |                                                                  |                                              |
| 11b | 11b        | «French Fried» «Французская кухня»                               | 26 мая 2007                                  |
| Новый шеф-повар по имени Ле Шеф начинает готовить для учителей (а затем и для студентов), что вызывает у мисс Муш ревность и уходит. Чтобы доказать, какой повар лучше, мисс Муш и Ле Шеф принимают участие в кулинарном испытании Тодда с Мауресией в качестве судьи. |            |                                                                  |                                              |
| 12a | 12a        | «Music Lessons» «Уроки музыки»                                   | 17 июля 2007                                 |
| Майрон обнаруживает странную носовую флейту, называемую Струмплфлуз, и использует ее, чтобы управлять своими друзьями. Однако это также заставляет коров снести школу. |            |                                                                  |                                              |
| 12b | 12b        | «Todd & Bull Story» «История про Тодда и быка»                   | 17 июля 2007                                 |
| После проигрыша в матче быку Ла Бока Лока директор Кидсваттер начинает плакать на громкой связи. Тодд пытается подарить Кидсваттеру цветы «Сделай меня счастливым», но его просят положить их в подвал вместе с другими розами (потому что они напоминают ему о его поражении от Ла Бока Лока). Когда дети принимают кучу сценического реквизита за Колодец желаний, Тодд исполняет их желания. Затем Кидсваттер заставляет их воссоздать бой быков из своего прошлого. |            |                                                                  |                                              |
| 13a | 13a        | «My Partner Gets All the Credit» «Все лавры другому»             | 18 августа 2007                              |
| Мауресия выступает в паре с Майроном в Wayside Games, и, поскольку Майрон не является хорошим спортсменом, она должна выполнять всю работу. Однако каждый раз, когда она выигрывает событие, Майрон получает признание, и Мауресия начинает злиться на Майрона.. |            |                                                                  |                                              |
| 13b | 13b        | «Daring Love» «Непростая любовь»                                 | 18 августа 2007                              |
| Подслушав их на детской площадке, Тодд убежден, что и Мореция, и Дженни влюблены в него. |            |                                                                  |                                              |
| 14a | 14a        | «Louis Gets Some Class» «Луис берётся за уроки»                  | 25 августа 2007                              |
| Кидсваттер узнает, что Луи так и не сдал последний экзамен, и отправляет его обратно в класс. Майрон расстраивается, что Луи более популярен, чем он. Мистер К. затем вызывает мистера Остео, чтобы дать Луи последний экзамен. Позже Майрон узнает, что Луи действительно окончил школу, так как он нашел свою настоящую папку, когда находился в картотеке мистера Кидсваттера. Мистер К. сказал: «Покажите мне настоящую папку», и Майрон был прав. Луи в самом деле выпускник |            |                                                                  |                                              |
| 14b | 14b        | «My Fluffy Hair» «Мои пушистые волосы»                           | 25 августа 2007                              |
| Пушистый чувствует себя отвергнутым, потому что думает, что Мауресия уделяет больше внимания Тодду, чем ему, поэтому он убегает. Мистер К. находит Пушика и принимает его за парик. Пушистый решает использовать эту «силу», чтобы отомстить своему смертельному врагу Тодду. |            |                                                                  |                                              |

### Второй сезон (2007–2008)
| № общий | № в сезоне | Название                                           | Дата премьеры    |
| --- | ---------- | -------------------------------------------------- | ---------------- |
| 15a | 1a         | «Dana Checks Out» «Дана уходит»                    | 1 сентября 2007  |
| Когда Дана устала организовывать занятия, Дженни позволяет ей на велосипеде осмотреть все 30 этажей Wayside, включая несуществующий 19-й. После того, как Майрон разрушит класс, они должны вернуть Дану. Но перед тем, как Дана въезжает в заколоченную комнату на 19-м этаже, Дженни смогла отговорить Дану, сказав, что есть веская причина, по которой она никогда не видела 19-й этаж. Когда Дана наезжает на велосипед Дженни на рампу, он возвращается, только с сиденьем, подписанным миссис Зарвес. |            |                                                    |                  |
| 15b | 1b         | «My Biggest Fan» «Верный поклонник»                | 1 сентября 2007  |
| Мистер Кидсваттер - герой Майрона. Но когда Тодд, Дана и Мауресия показывают Майрону, что Кидсваттер даже не знает его имени, Майрон намеревается найти нового героя. Только чтобы узнать, что он на самом деле герой мистера Кидсваттера, его собственный герой и его самый большой поклонник. |            |                                                    |                  |
| 16a | 2a         | «Kidswatter: The Movie» «Кидсвоттер: Кинофильм»    | 4 сентября 2007  |
| Детям поручают снять фильм о директоре Кидсвоттере для нового класса по созданию фильмов, а Тодд будет играть главную роль. Однако вскоре он становится даже хуже (если не настолько), чем настоящий Кидсваттер. Тодд, сквозь слезы на глазах, говорит, что его успех обернулся неудачей, но Майрон прерывает его, говоря, что он мог бы использовать это в фильме, только с большим чувством. Класс смотрит фильм Kidswatter, и после окончания на глазах у Кидсвоттера слезы. |            |                                                    |                  |
| 16b | 2b         | «Safety Monitor» «Безопасный Майрон»               | 4 сентября 2007  |
| Когда Майрон не справляется с ролью Наблюдателя за безопасностью, Мауресия берет верх, и ее представление о безопасности заходит слишком далеко. Майрон пытается восстановить свою позицию, разрывая все бланки нарушения правил безопасности Мауресии. Тем временем Кидсваттер приручает льва. |            |                                                    |                  |
| 17a | 3a         | «Sideways Protest» «Сайдвэй наоборот»              | 7 сентября 2007  |
| После того, как Кидсваттер говорит, что не может возглавить парад (из-за того, что его костюм выглядит похожим на гнома, с которым он столкнулся раньше), Стивен пытается быть «мистером Нормальным», чтобы он мог возглавить школьный парад. |            |                                                    |                  |
| 17b | 3b         | «Be True To Your Elf» «Не обманывай эльфов»        | 7 сентября 2007  |
| Кидсвоттер решает переместить школу, поэтому все ученики протестуют. Все их протесты в конечном итоге делают школу лучше, поэтому Кидсваттер маскируется под ученика, чтобы остановить их. |            |                                                    |                  |
| 18a | 4a         | «Oh, Brother» «Ох, братишка!»                      | 18 сентября 2007 |
| Гун, старший брат Даны, навещает, и Майрон хочет быть бунтарем, как и он, но он не бунтарь. Миссис Джулс и Кидсваттер пытаются схватить его. Миссис Джулс сообщает Тодду, Мауресии и Дане, что Гун скрывается от правосудия. Тем временем Тодд и друзья спасают Гуна от захвата. |            |                                                    |                  |
| 18b | 4b         | «Snow Day» «Снегопад»                              | 18 сентября 2007 |
| Мистер Кидсвоттер усиливает холод на уроке катания миссис Джулс. Майрон, будучи лидером, заманивает в ловушку класс и группу Мауреции. Группа Тодда учится выживать. Позже группа Тодда и группа Мауреции вступают в войну. |            |                                                    |                  |
| 19a | 5a         | «The Rat Truth» «Крысиная правда»                  | 3 октября 2007   |
| Сэмми ужасно болен (но мертв), поэтому мисс Муш случайным образом просит Дану присмотреть за ним, пока она отправляется на охоту за золотым горшком Мамаленда, который готовит еду для лечения больных. Сэмми становится палкой правды в классе миссис Джулс и кормит слова в рот. Позже Сэмми похищен мистером Кидсваттером. Тодд и Мауресия освобождают осьминога, которого, по их мнению, собирается приготовить мисс Маш. Кидсваттер теперь охотится за этим существом, так как думает, что оно съело его рыбные палочки. |            |                                                    |                  |
| 19b | 5b         | «Free Stewy» «Жареный Стюи»                        | 3 октября 2007   |
| Тодд и Мауресия освобождают осьминога, которого, по их мнению, собирается приготовить мисс Маш. Кидсваттер теперь охотится за этим существом, так как думает, что оно съело его рыбные палочки. |            |                                                    |                  |
| 20a | 6a         | «Extra Curricular Riddicular» «Внеклассное чтение» | 6 октября 2007   |
| Все дети создают причудливые внеклассные клубы, за исключением Тодда, который создает «Научный клуб». Майрон смеется над ним (только потому, что у него нет клуба), полагая, что его клуб будет лучше, пока он не видит, что клубу Тодда удалось построить работающую ракету. Ревнивый Майрон пытается создать научный клуб и построить собственную ракету. Майрон случайно запускает ракету, в которой находится Кидсваттер, и заставляет Тодда плакать. Тодд хочет противостоять Майрону, пока Дана не остановит их обоих и не разрушит их дружбу. |            |                                                    |                  |
| 20b | 6b         | «Christmas» «Рождество Вэйсайда»                   | 6 октября 2007   |
| В школе отмечают Рождество, а класс миссис Джулс обменивается подарками Тайного Санты и обменивается ими. Когда Майрон не делает Беби подарок Тайного Санты (потому что он покупал подарки только для себя), класс высмеивает его, и он убегает. Затем серия более случайных событий заставляет Майрона думать, что он на самом деле застрял в своей собственной версии «Рождественской песни». Другие дети, в том числе Тодд, Дана и Мауресия, сбиты с толку, поскольку он ошибочно принимает их за призраков Рождества прошлого, настоящего (по ошибке Майрон принял за Рождество каждый день) и будущего (по ошибке Майрон принял за Рождественское лето), и, в конце концов, после В разговоре с Тоддом Майрон усваивает урок и чувствует себя глупо и виноватым за то, что он сделал. Он решает навести порядок и доводит дело до класса, устраивая большую рождественскую вечеринку, и компенсирует это Бебе, подарив ей свою бумажную корону. Затем он возглавляет класс (включая Кидсвоттера) в исполнении версии песни на тему Wayside. |            |                                                    |                  |
| 21a | 7a         | «Le Race» «Ля Гонка»                               | 17 октября 2007  |
| С тех пор, как Кидсваттер уволил Ле Шефа в фильме «Французское жареное», он пытается отомстить Кидсваттеру. Однажды Майрон получает записку, в которой говорится, что Кидсваттеру предстоит сыграть с шеф-поваром в паркур. Сможет ли Кидсвоттер победить в этом матче до того, как Ле Шеф возьмет на себя управление школой? |            |                                                    |                  |
| 21b | 7b         | «Imperfect Attendance» «Резинка Ресимона»          | 17 октября 2007  |
| Шари, Мауресия, Майрон, Тодд и Луи - все нуждаются в помощи, и им нужна Дана, чтобы помочь им. Единственная проблема в том, что сегодня Дана бьет рекорд идеальной посещаемости (1448 дней подряд). Сможет ли она побить рекорд и спасти учеников до того, как прозвенит звонок? |            |                                                    |                  |
| 22a | 8a         | «Kidswatter's Opus» «Позор Кидсвоттера»            | 2 ноября 2007    |
| Миссис Джулс больна. Так что детям нужна замена. К сожалению, не все заменители доступны, поэтому Кидсвоттер должен выступить в качестве замены и научить всех вещам, как сам директор. |            |                                                    |                  |
| 22b | 8b         | «The Three Erics» «Три Эрика»                      | 2 ноября 2007    |
| В классе миссис Джулс Эрика Бэкон и Эрика Фрая выбирают и получают золотые звезды, а Эрика Овенса никогда не выбирают. Поскольку он самый маленький Эрик, его не так часто выбирают. Когда Майрон убеждает Эрика Овенса стать Майроном Овенсом, Эрикам нужен еще один Эрик, который сделает то же самое. Мауресия выбрана только для того, чтобы она могла быть в одном столбце с Тоддом. Но все становится еще хуже, когда Майрон Овенс снова хочет стать Эриком. |            |                                                    |                  |
| 23a | 9a         | «Miss Fortune» «Предсказание судьбы»               | 18 декабря 2007  |
| В Wayside обычный день. Мисс Маш внезапно спрашивает Майрона, Дану, Мауресию и Тодда об их будущей карьере. Она делает миски с грибным сюрпризом, которые на дне предсказывают будущее. Тем временем Кидсваттер видит свое будущее с того момента, когда он последний раз ел грибной сюрприз, и хочет его изменить. |            |                                                    |                  |
| 23b | 9b         | «The Note» «Любовное письмо»                       | 18 декабря 2007  |
| Однажды миссис Джулс дает классу популярную викторину, и детям нужно закончить ее к тому времени, когда миссис Джулс наберет высокий балл в пинболе. Во время экзамена Мауресия пытается передать записку Тодду, но случайно передает ее Эрику Фраю, который начинает цепочку ответов всего класса, отвечая на записку Мауресии. Теперь Тодду нужно получить записку от всех, включая Кидсваттера, который лжет, говоря, что в записке говорится, насколько нравится мистер Кидсваттер. |            |                                                    |                  |
| 24a | 10a        | «Myth Of Nick» «Сказки о Нике»                     | 14 декабря 2007  |
| Услышав слишком много мифов о ребенке по имени Ник, Тодд хочет избавиться от них. Он узнает все старые уловки «Ника». Рассказывая Мауресии, Дане и Майрону о фальшивых мифах, Тодд, закрыв рот трубкой, ныряет в банку с фасолью и выходит, говоря приглушенным голосом. Между тем, Тодд знает и сообщает классу, что «Ник», то есть Луи, существует. |            |                                                    |                  |
| 24b | 10b        | «Dr. Dana» «Доктор Дана»                           | 14 декабря 2007  |
| Дана ведет радиопередачу с советами. Когда Дана теряет голос и Майрон берет верх, Эрикс отводит ее к медсестре («Мисс Муш» ), и вещи в Уэйсайде выходят из-под контроля (включая Пушика, идущего за Стивеном, Мауресия, пытающегося ударить Тодда, Дженни с корзиной на голове и перевернутыми ногами Джона, которые бьют друг друга). Голос Даны восстанавливается, и она противостоит Майрону. Она заканчивает тем, что отменяет шоу и говорит людям игнорировать все полученные советы, к большому огорчению Майрона. Накричав на Дану, Майрон теряет голос, в то время как Тодд, Мауресия и класс слушают, как Дана говорит, что Майрон будет делать. |            |                                                    |                  |
| 25a | 11a        | «Slow Mo Mo» «Остановите Му Му»                    | 18 декабря 2007  |
| Мауресия любит быть быстрой и первой из-за колес на роликовых коньках. Но однажды, когда Мауресия и директор Кидсвоттер сталкиваются друг с другом (из-за колес Мауресии), Кидсвоттер запрещает все предметы из школы, включая колеса Мауресии, и все вокруг становится квадратным. Она ненавидит это, потому что она идет последней, медлительной и опаздывает на все. Kidswatter пытается снова и снова заставляет все квадратные формы снова стать круглыми. Тем временем Тодд, Дана и Майрон присоединяются к Мауресии. |            |                                                    |                  |
| 25b | 11b        | «Joe 'N' Fro» «Джо и его друзья»                   | 18 декабря 2007  |
| Кидсваттер планирует свой новый проект газонной «беседки». Джо удается спрятать кроликов и бурундука в своем большом оранжевом афро. Но когда в голову Тодда бросают арахис, Тодд, Дана, Майрон и Мауресия начинают противостоять Джо, пока он также не прячет белку в своих волосах и не уговаривает мистера Кидсваттера вернуть все деревья во двор. Между тем, Майрон чихает, стоя рядом с Джо, и все думают, что у него аллергия на Джо, хотя на самом деле у него аллергия на бурундука. Затем Тодд, Мауресия и Дана познают особенность Джо и его особенное афро. |            |                                                    |                  |
| 26a | 12a        | «Upside Down John» «Перевёрнутый Джон»             | 15 января 2008   |
| Сегодня состоится научная ярмарка на 30 этаже, и Джон показывает свой научный вулкан. Однако он ненавидит то, как это обернулось. Затем Джон начинает думать, что это так, потому что он все делает с ног на голову. Итак, Тодд, Майрон, Дана и Мауресия пытаются помочь плачущему Джону встать правой стороной вверх, точно так же, как дети, которые параллельны и находятся вверх ногами. В конце концов, миссис Джулс говорит Джону без помощи Тодда, Мауреции, Даны и Майрона, что быть вверх ногами - неплохая вещь. Тем временем Кидсвоттер проводит IQ. проверить, умен ли он.. |            |                                                    |                  |
| 26b | 12b        | «The Final Stretch» «Последняя резинка»            | 15 января 2008   |
| Офис директора Кидсваттера и мяч с резинкой уничтожены, и он спрашивает Стивена, Майрона, Дану, Мауресию и Тодда, кто это сделал. Плачущий Стивен обвиняет Майрона, Майрон говорит, что Дана сделала это, стянув одну из резинок с мяча, Дана говорит, что она забрала мяч у Майрона только потому, что он продолжал его жевать, и обвиняет Мауресию в том, что врезался в офис, говорит Мауресия Тодд сделал это, превратившись в монстра из-за травм Мауреции, и Тодд объясняет, что на самом деле произошло, и говорит, что они вычистили это, прежде чем он вернулся. После того, как Кидсваттер разговаривает с детьми, он затем разговаривает с одним последним свидетелем, коровой, и корова объясняет, что во всем виноват Кидсваттер. Он непреднамеренно уничтожил и свой офис, и мяч с резинкой, когда надел на мяч еще одну резинку. |            |                                                    |                  |